# Witkeeltandkwartel
De witkeeltandkwartel (Odontophorus strophium) is een vogel uit de familie Odontophoridae. De wetenschappelijke naam van de soort is voor het eerst geldig gepubliceerd in 1844 door Gould. Het is een bedreigde, endemische vogelsoort  in Colombia.

## Kenmerken
De vogel is 25 cm lang. Het is een kwartel met afwisselend zwarte en witte keelbanden. Het is de enige soort kwartel met zulke keelbanden in dit gebied. De vogel is van boven donkerbruin, met zwarte stippels en roodbruine streping op de mantel. Van onder is de vogel roodachtig, kastanjebruin met lichte stippels.

## Voorkomen
De soort komt alleen voor in Colombia in vochtig subtropisch bos dat hoofdzakelijk bestaat uit bomen uit de familie van de eik en laurierfamilie op berghellingen tussen de 1750 tot 2050 m boven zeeniveau. Waarschijnlijk is de vogel afhankelijk van ongerept bos, er zijn echter ook waarnemingen in gedegradeerd en secundair bos. Deze kwartel foerageert op vruchten zaden en ongewervelde dieren die leven op de bosbodem.

## Status
De witkeeltandkwartel heeft een beperkt verspreidingsgebied en daardoor is de kans op uitsterven aanwezig. De grootte van de populatie wordt geschat op 2500 tot 10.000 volwassen individuen en de populatie-aantallen nemen af door habitatverlies. Het leefgebied wordt aangetast door ontbossing waarbij natuurlijk bos wordt omgezet in gebied voor agrarisch gebruik en slechts hier en daar kleine stukjes bos overblijven op steile hellingen. Om deze redenen staat deze soort als kwetsbaar op de Rode Lijst van de IUCN.